# Championnat de Saint-Christophe-et-Niévès de football 2005-2006
Navigation
Saison précédente Saison suivante
La saison 2005-2006 du Championnat de Saint-Christophe-et-Niévès de football est la quarante-troisième édition de la Premier League, le championnat de première division à Saint-Christophe-et-Niévès. Les sept formations de l'élite sont réunies au sein d'une poule unique où elles s'affrontent trois fois au cours de la saison. À l'issue du championnat, les quatre premiers se qualifient pour la phase finale. Lors de la phase finale, les quatre clubs qualifiés s'affrontent une fois puis les deux premiers jouent la finale pour le titre, en deux matchs gagnants. Il n'y a finalement aucune équipe reléguée, du fait de l'extension du championnat à 9 équipes à partir de la saison suivante.
C'est le club de Village Superstars, tenant du titre, qui remporte à nouveau la compétition cette saison après avoir battu St Paul's United lors de la finale nationale. Il s’agit du sixième titre de champion de Saint-Christophe-et-Niévès de l'histoire du club.

## Les clubs participants
- Village Superstars
- Garden Hotspurs
- Cayon Rockets - Promu de Second Division
- Caribbean Stars Conaree FC - Promu de Second Division
- St Peter's FC
- Newtown United
- St. Paul's United FC

## Compétition
Le barème de points servant à établir le classement se décompose ainsi :
- Victoire : 3 points
- Match nul : 1 point
- Défaite : 0 point

### Phase régulière
| Rang | Équipe                      | Pts | J  | G  | N | P  | Bp | Bc | Diff |
| ---- | --------------------------- | --- | -- | -- | - | -- | -- | -- | ---- |
| 1    | Newtown United              | 43  | 18 | 13 | 4 | 1  | 44 | 11 | +33  |
| 2    | Village SuperstarsT         | 34  | 18 | 11 | 1 | 6  | 39 | 20 | +19  |
| 3    | St. Paul's United FC        | 29  | 18 | 9  | 2 | 7  | 21 | 19 | +2   |
| 4    | Caribbean Stars Conaree FCP | 28  | 18 | 8  | 4 | 6  | 23 | 15 | +8   |
| 5    | Garden Hotspurs FC          | 28  | 18 | 9  | 1 | 8  | 24 | 17 | +7   |
| 6    | St Peter's FC               | 13  | 18 | 4  | 1 | 13 | 11 | 46 | -35  |
| 7    | Cayon RocketsP              | 7   | 18 | 2  | 1 | 15 | 12 | 46 | -34  |

|  | Qualification pour la phase finale                                   |
|  | Participation au barrage de promotion-relégation (finalement annulé) |
|  | T : Tenant du titre P : Promu de Second Division                     |

- Initialement non qualifié pour la phase finale, Garden Hotspurs fait appel auprès de la fédération pour obtenir sa qualification. Le club avait en effet bénéficié d'un succès sur tapis vert 3-0 face à Cayon Rockets alors que Conaree a joué la rencontre face aux mêmes adversaires en match décalé 6-0. La qualification entre les deux formations se jouant à la différence de buts, l'appel a été accepté par les instances fédérales.

### Phase finale
| Rang | Équipe              | Pts | J | G | N | P | Bp | Bc | Diff |
| ---- | ------------------- | --- | - | - | - | - | -- | -- | ---- |
| 1    | Village SuperstarsT | 9   | 3 | 3 | 0 | 0 | 7  | 3  | +4   |
| 2    | St Paul's United    | 4   | 3 | 1 | 1 | 1 | 2  | 2  | 0    |
| 3    | Garden Hotspurs FC  | 3   | 3 | 1 | 0 | 2 | 7  | 8  | -1   |
| 4    | Newtown United      | 1   | 3 | 0 | 1 | 2 | 4  | 7  | -3   |

|  | Qualification pour la finale |
|  | T : Tenant du titre          |

### Finale nationale
La finale se joue en deux rencontres gagnantes.
| Équipe 1           | Résultat | Équipe 2           |
| ------------------ | -------- | ------------------ |
| Village Superstars | 3 - 1    | St Paul's United   |
| St Paul's United   | 0 - 3    | Village Superstars |

- Village Superstars remporte la série deux victoires à zéro et est sacré champion.

## Bilan de la saison
| Championnat de Saint-Christophe-et-Niévès de football 2005-2006 |                                     |
| Champion                                                        | Village Superstars (6e titre)       |
| Qualifications continentales                                    |                                     |
| CFU Club Championship 2006                                      | Aucun                               |
| Promotions et relégations                                       |                                     |
| Promus en Premier League                                        | Strikers FC                         |
| Promus en Premier League                                        | Washington Archibald High School FC |
| Relégués en Second Division                                     | Aucun                               |